# Ischnolepis natalensis
Ischnolepis natalensis är en oleanderväxtart som först beskrevs av Rudolf Schlechter, och fick sitt nu gällande namn av Venter. Ischnolepis natalensis ingår i släktet Ischnolepis och familjen oleanderväxter. Inga underarter finns listade i Catalogue of Life.